# 愛論證
愛論證是對神的存在性所進行的論證。

## 從愛推導至神的存在性之論證
湯姆·萊特認為，唯物主義和懷疑主義者「用混凝土鋪平了這個世界，讓人們羞於承認他們擁有深刻且強大的『宗教』體驗。」特別是愛的事實（「創造者的意圖是讓我們相互且充分的了解、信任與愛」但「我們通常會發現很難」）與整體的人類關係領域，是另一個通往基督教故事核心元素的指標。萊特認為，愛的真實存在對於神論真實性來說是可信服的理據，而愛的矛盾經歷（婚姻顯然是在天堂所創，然而有時會在與地獄不遠處結束）則與基督教中墮落和救贖之相關描述產生共鳴。
1954年，保羅·田立克甚至提議將斯賓諾莎所提之「愛從情感領域提升到本體論層級。眾所周知，從恩培多克勒和柏拉圖到奧古斯丁和皮科，再到黑格爾和謝林，最後再到存在主義和深度心理學，愛都在本體論中扮演重要角色。」，且「愛是現實，愛是生命原動力」，而且對這點的理解應該使我們「擺脫現代世界所生活的天真唯名論」。 
神學家邁克爾·勞埃德表示：「關於我們所處的世界，基本上只有兩種可能的觀點。從本質上講，它必須是個人的或非個人的……任意的和暫時的」（或產生）自關係、創造力、喜悅、愛」。
天主教哲學家彼得·克里夫特將此論證總結為「愛是最偉大的奇蹟。進化後的猿類如何創造出有著自我奉獻這樣崇高理念的愛？人類之愛是我們被按神的形象所造而得，而神即是愛。如果我們是按金剛而非神的形象所造，那麼聖人從何而來？」哲學家阿爾文·普蘭丁格亦曾對此論證表達過類似的說法。
根據格拉罕·瓦德所述，後現代神學描繪了宗教問題如何被後現代思想啟發，而非關閉或消滅。後現代的神強調神之愛，而經濟的愛則是虛無的。

## 變體

### 比較信仰神和信仰愛之間的合理性
此論證的變體之一，是透過對信仰神與信仰愛的比較，來捍衛有神論的合理性，並提出如果愛一個人並非不合理的，那麼相信神的存在就不應視為不合理。哲學家羅傑·斯克魯頓認為：「理性論證可以讓我們走到這一步……它可以幫助我們理解驅使我們原諒敵人的信仰，以及驅使我們屠殺敵人的信仰兩者間真正的區別。但信仰本身的飛躍（這會讓你將餘生投入對神服侍）就已超出理性邊界。這並不會使他變得不理性，也不比墜入愛河不理性。」

### 暗示神愛的本質是必要的
另一論證變種，是神愛的證據足以讓人信服，因此「更不必說」相信神的存在。理查·道金斯批評這項論點是建立在「情緒勒索的論證」。

## 註腳與參考
1. ↑  Tom Wright Simply Christian p 16
2. ↑  Tom Wright Simply Christian pp 25–33
3. ↑  Tom Wright Simply Christian p 33
4. ↑  Paul Tillich Love, Power and Justice Oxford University Press 1954 p4
5. ↑  Paul Tillich, Love, Power and Justice, Oxford University Press, 1954, p25
6. ↑  Paul Tillich, Love, Power and Justice, Oxford University Press, 1954, p19
7. 1 2  Lloyd cites Quentin Smith
8. ↑  Michael Lloyd Cafe Theology (2005) ISBN 1-904074-76-6 p 14
9. ↑  Peter Kreeft, Your Questions, God's Answers （页面存档备份，存于）, Ignatius Press, 1994, ISBN 0-89870-488-X, p. 105.
10. ↑  Alvin Plantinga (1986), “Two Dozen [or so] Theistic Arguments,” paper delivered at the 33rd Annual Philosophy Conference, Wheaton College, 23-25 Oct. and republished as an appendix to: Deane-Peter Baker (2007), Alvin Plantinga, Cambridge University Press, ISBN 0-521-85531-4.
11. ↑  The Modern Theologians 3rd ed p 335
12. ↑  這段論證是阿爾文·普蘭丁格在其著作《上帝與他心（英语：God and Other Minds）》中所提出
13. ↑  Roger Scruton. Dawkins is wrong about God （页面存档备份，存于） reproduced from The Spectator
14. ↑  See e.g. Michael Welker in The Work of Love p131 "in this love God's identity and power are made known" (italics in original). He cites e.g. John 17:26
15. ↑  The God Delusion p83